# خرچنگ مرموز نگارین
خرچنگ مرموز نگارین (نام علمی: Ocypode gaudichaudii) یا خرچنگ گاریچی نام یک گونه از سرده تندپاها است.